# Dikika
Dikika é um famoso sítio paleoantropológico localizado ao sul do rio Awash, no Triângulo de Afar, na Etiópia. Ele foi nomeado dessa forma por estar localizado em uma colina que leva o mesmo nome do local. Desde de 1972, Dikika já era uma área de estudo, conhecida por possuir um depósito fóssil relevante após observações feitas pelo geólogo americano Jon Kalb em uma de suas expedições até Afar. Porém, a região só recebeu atenção mundial em 2000 quando Zeresenay Alemseged encontrou um esqueleto de hominídeo bem preservado como parte de seu projeto projeto de pesquisa Dikika, começado em 1999. O fóssil recebeu o nome científico DIK 1-1 e é considerado o exemplar mais completo e bem preservado de Australopithecus afarensis. O achado recebeu o nome de Selam (ou "paz" traduzido do idioma etíope). Além disso, nas proximidades de Dikika e do sítio de Hadar, localizado mais ao norte, diversos fósseis de hominídeos foram encontrados, incluindo alguns famosos como Lucy e Ardi (uma fêmea de Ardipithecus ramidus).

## Região
Os sítios arqueológicos do Leste da África permitem uma datação radiométrica precisa utilizando argônio. Ainda, acredita-se que a boa preservação dos sítios nessa região permite inferir diversas associações. Dentre um dos sítios mais estudados no Leste da África têm-se a formação do Hadar.

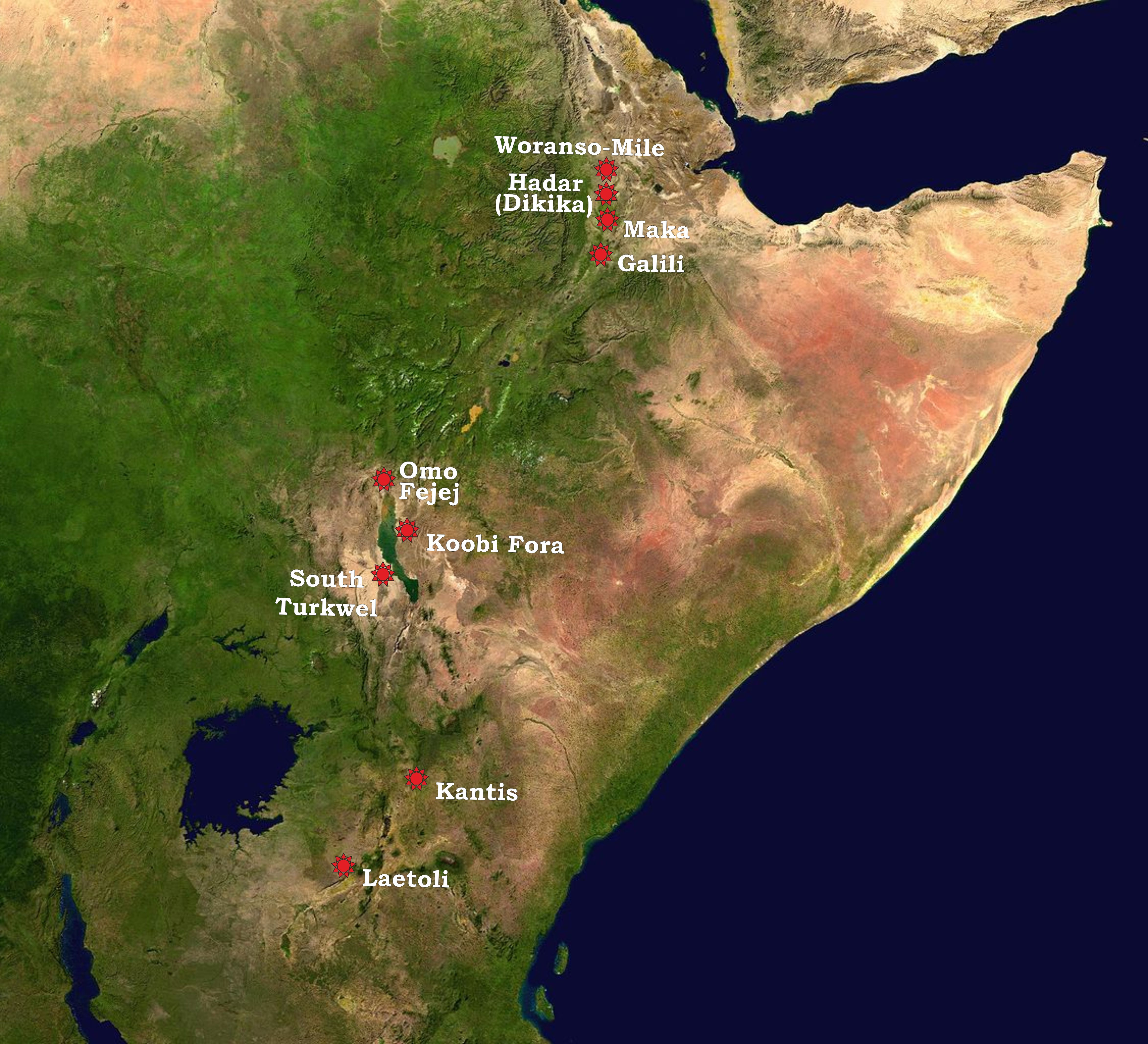
Localização de Dikika no Triângulo de Afar

Curiosamente, entre 1974 e 1976, três amostras de homininios, posteriormente descritos como A. afarensis, foram encontradas por Donald Johanson, incluindo o famoso fóssil de A. afarensis, Lucy. Depois desse período, nenhuma pesquisa paleontológica nem geológica foi feita ao sudeste do Rio Awash até as expedições do Dikika Research Project, projeto liderado pelo pesquisador Zeresenay Alemseged no início dos anos 2000.
A região do Hadar se tornou vital para os conhecimentos acerca de Australopithecus afarensis. O grande tamanho amostral de fósseis e evidências de hominínios, em conjunto com a estratigrafia da região, permitiu diversas análises relacionadas a dismorfismo sexual e tendências para a variação morfológica e métrica de A. afarensis. Contudo, os fósseis encontrados no sítio de Dikika, dentro da grande região de Hadar, apresentam alta variação em relação a outros exemplares de A. afarensis, colocando em dúvida sua identificação.

## Principais Exemplares
O sítio Dikika é primariamente conhecido pela descoberta de diversos fósseis identificados como Australopithecus afarensis. Dentre os principais fósseis encontrados nesse sítio região têm-se: 
- DIK-1-1 (Selam): descrito como Australopithecus afarensis, fêmea de 3 anos. O fóssil inclui crânio e outras partes do esqueleto.

- DIK 2-1: descrito como Australopithecus afarensis, inclui mandíbula e dentição.

### DIK-1-1 (Selam): Morfologia e Ontogenia
Este fóssil é considerado o mais completo e bem preservado dentre todos os exemplares de Australopithecus afarensis. O fóssil preserva diversas partes de esqueleto antes desconhecidas para essa espécie, como conjunto completo de tarsos, ossos hioideos (um dos únicos registros dentre todos os fósseis hominídeos) e escápula.
O crânio e vários elementos do esqueleto axial articulado foram recuperados de um mesmo bloco de matriz de arenito, e partes adicionais do pós-crânio foram encontradas separadas. 
Através da análise desta ossada, foi possível datar que o fóssil continha aproximadamente 3.32 milhões de anos, e que também era um jovem de aproximadamente 3 anos do sexo feminino. Além disso, tornou-se possível estudar a ecologia dessa espécie e a evolução do nosso clado.
No fóssil, o crânio estava praticamente intacto exceto por partes da escama frontal e dos ossos parietais; a mandíbula estava completa e ainda em articulação com o crânio, apesar de ter deslizado para trás em alguns centímetros. Todos os dentes decíduos já haviam erupcionado e estavam preservados, exceto as coroas dos incisivos inferiores esquerdos. Também era identificável um osso hioide, bem preservado abaixo do palato, com morfologia semelhante a de um macaco africano. 
Ainda sobre os dentes, através de tomografia computadorizada, foi possível verificar dentes ainda não erupcionados (que seriam os dentes permanentes que “nascem” após a queda dos decíduos), mas totalmente formados, como as coroas dos primeiros molares com evidência de raiz se formando, as coroas parciais dos segundos molares, pré-molares, caninos permanentes e coroas dos incisivos. É interessante pontuar que as informações dentárias são as que mais auxiliaram na determinação da idade e sexo do fóssil.
O volume do endocrânio foi medido e ajustado através de equações de regressões, e foi estimado que o fóssil DK-1-1 possuía aproximadamente de 275 a 330 cm3, que corresponderia entre 65% e 88% do volume total de um A. afarensis adulto, como dos exemplares A.L. 417-1 e A.L. 444-2.
Os elementos pós-craniais recuperados consistiam nas duas escápulas e clavículas, as vértebras cervicais, torácicas e as duas primeiras lombares, e várias costelas. Já, os elementos de membros superiores incluíam um fragmento distal do úmero direito, com um pequeno epicôndilo medial não fundido; raios da mão contendo falanges proximais, intermediárias e distais. Dos membros inferiores, foi possível encontrar o fêmur distal e tíbia proximal, com boa parte de suas diáfises preservada, as duas patelas presentes, sendo que a extremidade distal da tíbia e da fíbula ainda se encontravam parcialmente articuladas com o pé.

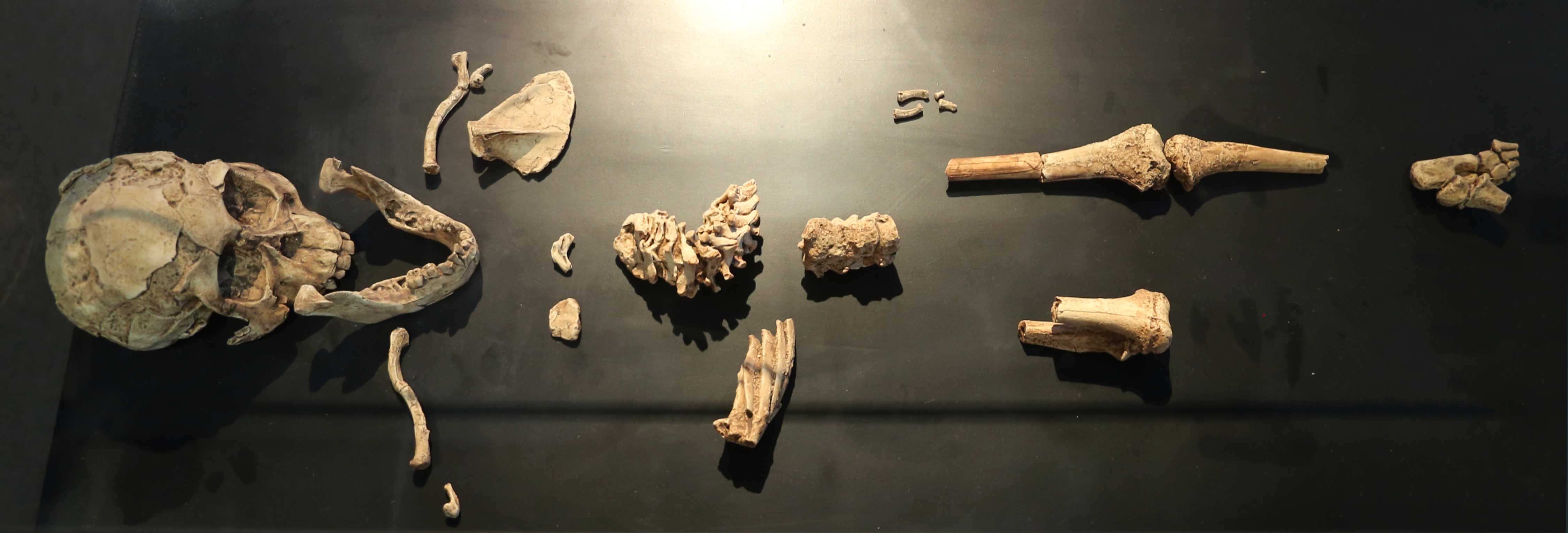
Elementos encontrados no fóssil DIK-1-1

#### Estudos Ecológicos e Filogenéticos
A maior proximidade entre A. afarensis e humanos ou macacos é muito debatida, pois algumas características dos fósseis indicam para um lado, enquanto outros elementos apontam para o outro. 
Um dos maiores debates sobre isso surge da incerteza que o fóssil DIK-1-1 gera sobre o modo de locomoção de A. afarensis, podendo este ser bipedal ou arborícola. As características que apontam para um comportamento bípede são principalmente observadas nos membros inferiores e pés. Foi verificada a presença de um ângulo bicondilar no fêmur, relacionado ao bipedalismo. O osso calcâneo do fóssil é robusto, similar ao encontrado em humanos, e sua região distal é mediolateralmente mais larga que a sua região dorsoplantar, diferente dos Pan. A origem do músculo lateral da tíbia se assemelha a de humanos modernos, além disso, a parte superior lateral desse osso é bem côncava, especialmente abaixo dos côndilos, tornando-se convexo mais distalmente.
Entretanto, muitas características dos membros superiores apontam para possível comportamento arborícola. Observa-se uma escápula com características, como orientação da fossa glenoide, que se assemelha a de gorilas, assim como uma profunda fossa olecraniana e falanges das mãos longas e curvadas (que auxiliariam no se pendurar). Outro argumento utilizado é de que DIK-1-1 foi descoberto numa subárea mais úmida, arborizada e fechada que poderia indicar comportamento de se pendurar para se locomover.
Outras características que auxiliam no debate apontam que os incisivos centrais superiores decíduos são maiores que os laterais e sua morfologia geral é semelhante à de macacos jovens. Em contrapartida, DIK-1-1 contrasta com os gorilas em sua fossa supraespinhosa mais estreita e coluna menos inclinada, e nessas características é intermediário entre os macacos africanos e os humanos.
Portanto, verifica-se uma dicotomia no plano corpóreo de A. afarensis, com partes inferiores do corpo mais derivadas e adaptadas à locomoção bipedal, somado a partes superiores do corpo que se assemelha à de macacos arborícolas, logo, não há um consenso acerca de seu hábito de vida.

### DIK-2-1
O fóssil DIK-2-1 foi encontrado na região DIK-2 no sítio de Dikika. Ele foi o primeiro exemplar encontrado no Membro Basal da Formação Hadar. Assim, a idade mínima do fóssil é 3,4Ma. O fóssil inclui um fragmento da mandíbula esquerda e uma porção da região sinfisária da mandíbula. A raiz do canino indica que o exemplar era masculino. Para identificação do fóssil, ele foi comparado com o conteúdo amostral de espécimes contemporâneos de A. afarensis e Australopithecus anamensis. Além disso, ele também foi comparado com homininios mais basais como Kenyanthropus platyops e Australopithecus bahrelghazali.
O fóssil DIK-2-1 foi identificado como pertencente à espécie A. afarensis por apresentar certas características mandibulares e dentárias, incluindo morfológicas e proporcionais, que demarcam a espécie. Dentre essas características têm-se: a cavidade lateral e o torus. Algumas características não aproximam o exemplar DIK-2-1 de A. afarensis, mas sim o afastam de A.  anamensis, como a orientação vertical da região sinfisária, e outras características deste fóssil o distanciam de A. afarensis, como certos aspectos da mandíbula. Apesar disso, os pesquisadores que identificaram o fóssil acreditam que a balança entre semelhanças e diferenças favorece a identificação como A. afarensis.
Outro sítio importante para o estudo de A. afarensis é Laetoli, localizado na Tanzânia. Existe um consenso de que os exemplares da região Hadar e de Laetoli são A. afarensis, contudo, o intervalo de tempo entre as amostras dessas localidades deixam muitas questões relacionadas à evolução dos homininios dessa região. A variação morfológica entre o conjunto de amostras é tanto que, o exemplar mais antigo de Laetoli é mais semelhante a A. anamensis do que da amostra mais nova de Hadar. Alguns pesquisadores acreditam que o tempo entre Laetoli e Hadar foi caracterizado por um grande aumento na diversidade de homininios. Assim, é possível que a variação mandibular encontrada no espécime DIK-2-1 possa representar uma maior ainda variação nos A. afarensis.

## Fauna e Paleoambiente
O substrato de Dikika é dividido em quatro Membros: o Membro Basal (do Inglês Basal Member), que corresponde aos estratos mais velhos do que 3,42 Ma; O Membro Sidi Hakoma, que compreende os estratos de 3,42 até 3,24 Ma; O Membro Denen Dora, de 3,24 até 3,20 Ma; e o membro Kada Hadar, que vai de 3,20 até 2,95 Ma. Além dos exemplares de ancestrais humanos, o sítio Dikika apresenta também fósseis de grandes mamíferos abundantes na superfície e incluem ocorrências frequentes de fragmentos cranianos e outros ossos de diversas ordens, principalmente nos membros Basal e Sidi Hakoma, incluindo:
- Artiodactyla
  - Giraffidae
  - Hippopotamidae
  - Bovidae
  - Suídae
- Carnivora
  - Canidae
  - Herpestidae
  - Mustelidae
  - Hyaenidae
  - Felidae
- Perissodactyla
  - Equidae
  - Rhinocerotidae
- Proboscidea
  - Elephantidae
  - Deinotheriidae
- Rodentia
  - Hystricidae
  - Muridae
  - Thryonomyidae

A grande diversidade de espécies de vertebrados, juntamente a análises da caracterização do sedimento e estudos com isótopos estáveis dos paleossolos e dentes de mamíferos permitem inferir que, no espaço do sítio arqueológico havia uma multitude de ambientes, tais quais florestas ribeirinhas, florestas extensas e pastagens arborizadas com abundância de recursos hídricos.